# Cropia sigrida
Cropia sigrida là một loài bướm đêm trong họ Noctuidae.